# Achterlijfspunt
Het achterlijfspunt is het achterste deel van het lichaam van geleedpotigen. In de praktijk gaat het meestal om insecten. De lengte van insecten wordt altijd gemeten vanaf de voorzijde van de kop tot de achterlijfspunt. Eventuele uitsteeksels zoals vleugels, achterlijfsaanhangsels of een legbuis worden niet mee gemeten.